# Siddis
Les Siddi (prononciation [sɪdːiː]), également connus sous le nom de Sheedi, Sidi, ou Siddhi, ou Habshi sont un groupe ethnique habitant l'Inde et le Pakistan. Ils descendent principalement des peuples bantous de la côte de Zanj en Afrique du Sud-Est et en Éthiopie, dont la plupart sont arrivés sur le sous-continent indien par le biais de la traite arabe des esclaves. D'autres sont arrivés en tant que marchands, marins, serviteurs sous contrat et mercenaires. La population de Siddi est actuellement estimée à environ 850 000 individus, le Karnataka, le Gujarat et Hyderabad en Inde et Makran et Karachi au Pakistan servant de principaux centres de population. Les Siddis sont majoritairement musulmans, même si certains sont hindous et d'autres appartiennent à l'Église catholique.
Bien que souvent économiquement et socialement marginalisés en tant que communauté aujourd'hui, les Siddis ont joué un rôle important dans la politique du sous-continent. Le Siddi le plus célèbre, Malik Ambar, contrôlait efficacement le sultanat d'Ahmadnagar dans le Deccan. Il a joué un rôle majeur, politiquement et militairement, dans l'histoire indienne en limitant la pénétration du pouvoir moghol dans le plateau du Deccan.

## Étymologie

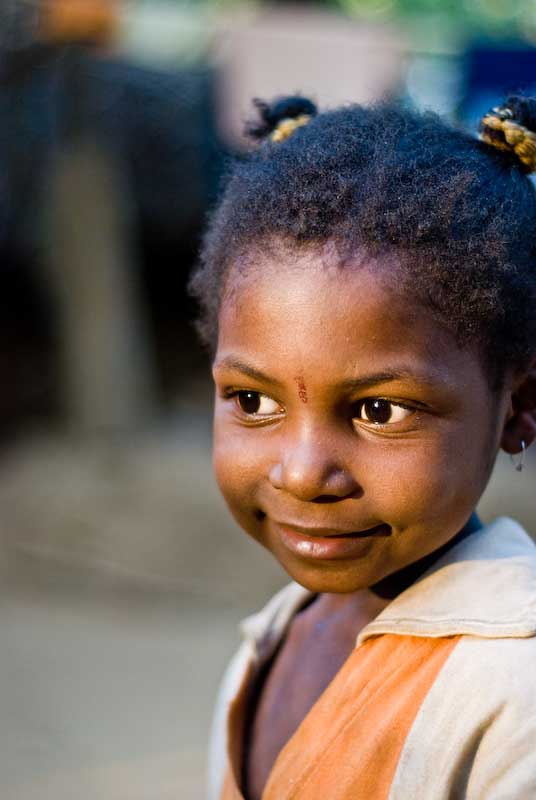
Une fille siddi de la ville de Yellapur dans le district d'Uttara Kannada, Karnataka, Inde.

Il existe des hypothèses contradictoires sur l'origine du nom Siddi. Une théorie est que le mot dérive de sahibi, un terme arabe de respect en Afrique du Nord, similaire au mot sahib dans l'Inde et le Pakistan modernes. Une deuxième théorie est que le terme Siddi est dérivé du titre porté par les capitaines des navires arabes qui ont amené les premiers colons Siddi en Inde; ces capitaines étaient connus sous le nom de Sayyid.
De même, un autre terme pour Siddis, habshi, est considéré comme dérivé d'Al-Habash, l'arabe pour l'Abyssinie, d'où sont venus les navires qui ont d'abord livré des esclaves Siddi au sous-continent. Les Siddis sont aussi parfois appelés Afro-Indiens. Les Siddis étaient appelés Zanji par les Arabes et Zenci par les Turcs; en Chine, diverses transcriptions de ce mot arabe ont été utilisées, notamment Xinji (辛吉) et Jinzhi (津芝),,,.

## Histoire

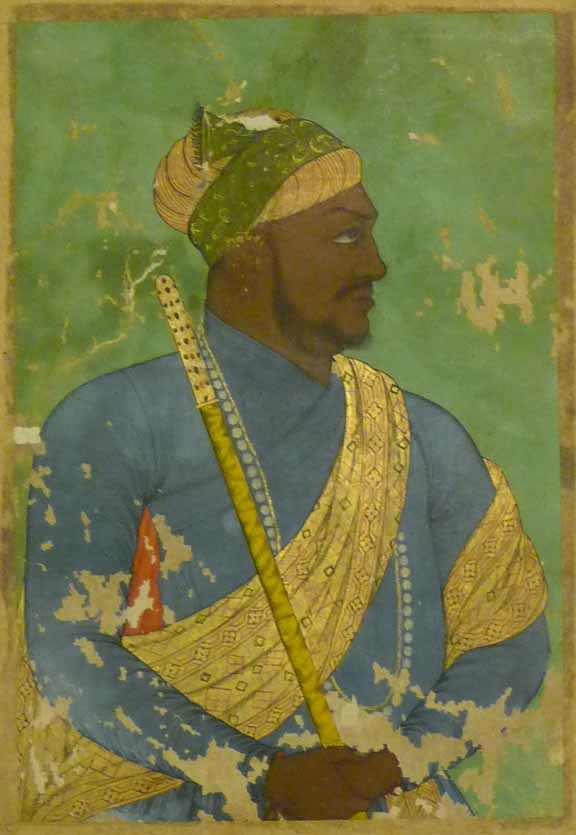
Ikhlas Khan, Siddi dewan de Bijapur, v. 1650

On pense que les premiers Siddis sont arrivés en Inde en 628 apr. J.-C. au port de Bharuch. Plusieurs autres ont suivi avec la première conquête arabo-islamique du sous-continent en 712 apr. J.-C. Ce dernier groupe aurait été des soldats de l'armée arabe de Muhammad bin Qasim et s'appelait Zanjis.
Certains Siddis ont échappé à l'esclavage pour établir des communautés dans des zones forestières, et certains ont également établi les petites principautés Siddi de l'État de Janjira sur l'île de Janjira et de l'État de Jafarabad au Kathiawar dès le XIIe siècle. Un ancien nom alternatif de Janjira était Habshan (c'est-à-dire la terre des Habshis). Dans la période du sultanat de Delhi avant la montée des Moghols en Inde, Jamal-ud-Din Yaqut était un ancien esclave siddi de premier plan qui a été nommé par Razia Sultana (1235-1240 CE) comme maître des écuries royales. On suppose qu'il a peut-être aussi été son amant, mais les sources contemporaines n'en fournissent aucune preuve. Des Siddis ont gouverné le Bengale pendant une brève période en tant que dynastie Habshi du sultanat du Bengale.
Des Siddis ont également été amenés comme esclaves par les sultanats du Deccan. Plusieurs anciens esclaves ont atteint des rangs élevés dans l'armée et l'administration, dont le plus important était Malik Ambar.
Plus tard, la population Siddi a été augmentée par les peuples bantous d'Afrique du Sud-Est qui ont été amenés dans le sous-continent indien comme esclaves par les Portugais. La plupart de ces migrants étaient ou sont devenus musulmans, tandis qu'une petite minorité est devenue hindoue. Le Nizam d'Hyderabad employait également des gardes et des soldats d'origine africaine,.

Drapeau des Siddis de Murud-Janjira, important vassal de l'Empire moghol.

## Distribution géographique

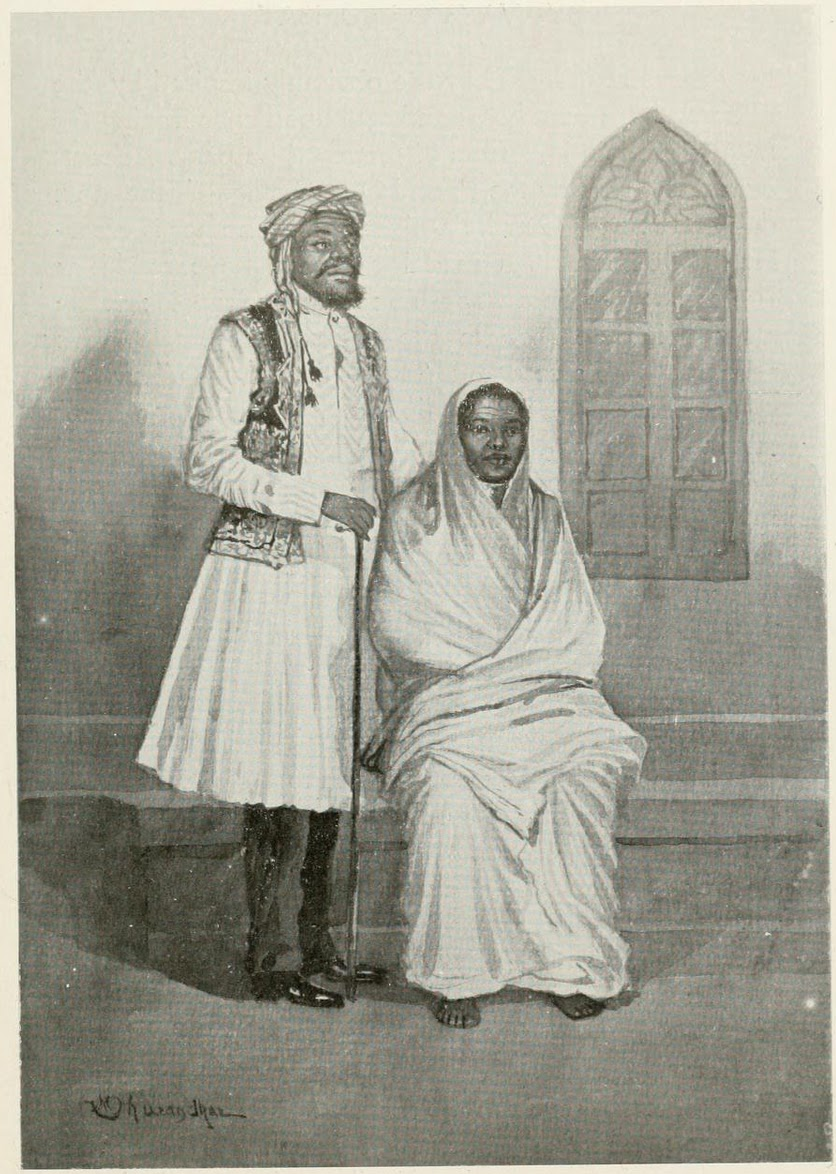
Sidis de Bombay.

Harris (1971) fournit une étude historique de la dispersion vers l'est des esclaves de l'Afrique du Sud-Est vers des endroits comme l'Inde. Hamilton (1990) soutient que les Siddis du sud de l'Inde sont un groupe social important dont les histoires, les expériences, les cultures et les expressions font partie intégrante de la diaspora africaine et aident ainsi à mieux comprendre la dynamique des peuples dispersés. Des études ciblées plus récentes soutiennent que bien que les Siddis soient numériquement une minorité, leur présence historique en Inde depuis plus de cinq cents ans, ainsi que leur perception de soi et la façon dont la société indienne au sens large les concerne, en font un Bantous / Indien distinct. Historiquement, les Siddis n'ont pas existé uniquement dans le cadre de relations binaires avec l'État-nation et les forces impériales. Ils n'ont pas simplement succombé aux idéologies et aux structures des forces impériales, ni ne se sont simplement rebellés contre la domination impériale. Les Siddi sont reconnus comme une tribu répertoriée dans 3 États et 1 territoire de l'union : Goa, Gujarat, Maharashtra, Karnataka et Daman et Diu

### Hyderabad
Au XVIIIe siècle, une communauté Siddi a été établie dans l'État d'Hyderabad par la diaspora arabe Siddi, qui a fréquemment servi de gardes de cavalerie à l'armée d'Asif Jahi Nizam d'Hyderabad . Les dirigeants d'Asif Jahi les ont patronnés avec des récompenses et la musique traditionnelle de Marfa a gagné en popularité et serait jouée lors de célébrations et de cérémonies officielles,,. Les Siddis d'Hyderabad ont traditionnellement résidé dans la zone des AC Guards (African Cavalry Guards) près de Masjid Rahmania, connue localement sous le nom de Siddi Risala dans la ville et à Habsiguda du nom des Habishis d'Hyderabad.

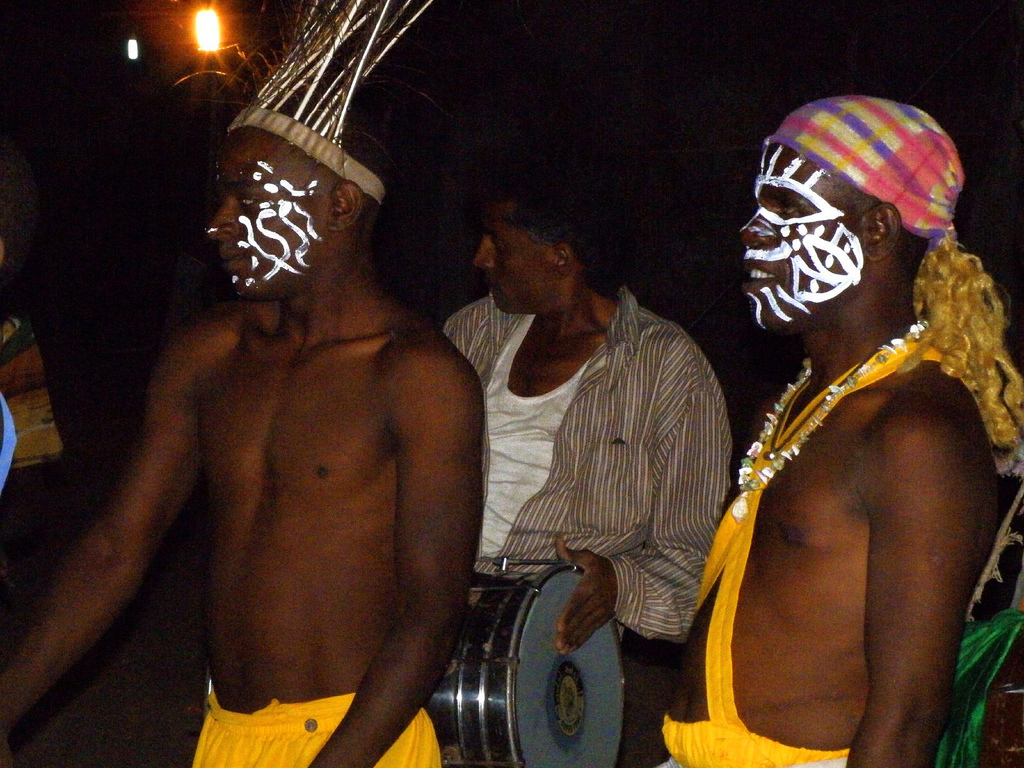
Danseurs folkloriques Siddi, à Devaliya Naka, Sasan Gir, Gujarat.

Soi-disant présentés comme esclaves par les Portugais au prince local, Nawab de Junagadh, les Siddis vivent également autour du parc national de la forêt de Gir et de la réserve faunique. Sur le chemin de Deva-dungar se trouve le village de Sirvan, entièrement habité par des Siddis. Ils ont été amenés il y a 300 ans des territoires coloniaux portugais pour le Nawab de Junagadh. Aujourd'hui, ils suivent très peu de leurs coutumes d'origine, à quelques exceptions près comme la danse traditionnelle Dhamal.
Bien que les Gujarati Siddis aient adopté la langue et de nombreuses coutumes de leurs populations environnantes, certaines de leurs traditions bantoues ont été préservées. Celles-ci incluent la forme de musique et de danse Goma, parfois appelée Dhamaal ( gujarati : ધમાલ, amusant). On pense que le terme est dérivé du tambour Ngoma et des formes de danse traditionnelles du peuple bantou habitant l'Afrique centrale, orientale et australe. Le Goma a également une signification spirituelle et, à l'apogée de la danse, certains danseurs sont considérés comme des véhicules de la présence des saints Siddi du passé.
La musique goma vient du mot kiswahili "ngoma", qui signifie un tambour ou des tambours. Il désigne également toute occasion de danse où les tambours traditionnels sont principalement utilisés.
La majorité des Siddis du Gujarat sont musulmans (98,7%), très peu suivent l'hindouisme (1%).

### Maharashtra
En marathi, la langue officielle du Maharashtra, le mot हाबशी (habshi) (« abyssin ») est utilisé pour désigner les personnes d'origine africaine (généralement éthiopienne). La puissante présence navale de Siddi Johar (Zoher) à Murud, district de Raigad, témoigne de leur présence. Ceci est illustré par le fort maritime de Murud-Janjira, et les tombes Khokha des Siddis témoignent également d'une gloire passée. Des reliques supplémentaires se trouvent près de Junnar, où se dressent encore les ruines dites Habshi mahal (palais).

### Karnataka
Les Siddis du Karnataka (également orthographiés Siddhis) sont un groupe ethnique principalement d'origine bantoue qui a élu domicile au Karnataka au cours des 400 dernières années. Il y a une population Siddhi de 50 000 personnes à travers l'Inde, dont plus d'un tiers vit au Karnataka. Au Karnataka, ils sont concentrés autour de Yellapur, Haliyal, Ankola, Joida, Mundgod et Sirsi taluks d'Uttara Kannada et à Khanapur de Belgaum et Kalaghatagi du district de Dharwad. De nombreux membres de la communauté Siddis du Karnataka avaient émigré au Pakistan après l'indépendance et se sont installés à Karachi, Sindh. Il a été rapporté que ces Siddis pensent que Barack Obama partage leur patrimoine génétique. Ils ont souhaité lui offrir et lui rendre hommage lors de sa visite en Inde en 2010.
Une pluralité de Siddis du Karnataka suivent l'hindouisme (41,8%), suivi de l'islam (30,6%) et du christianisme (27,4%).

### Pakistan
Au Pakistan, les habitants d'origine bantoue sont appelés "Sheedi". Ils vivent principalement le long du Makran au Balouchistan et du bas Sind. La population estimée de Sheedis au Pakistan est de 250 000. Dans la ville de Karachi, le centre principal de Sheedi est la zone de Lyari et d'autres zones côtières voisines. Techniquement, les Sheedi sont une confrérie ou une subdivision des Siddi. Les Sheedis sont divisés en quatre clans ou maisons : Kharadar Makan, Hyderabad Makan, Lassi Makan et Belaro Makan. Le saint soufi Pir Mangho est considéré par beaucoup comme un wali important des Sheedis, et le festival annuel Sheedi Mela est l'événement clé du calendrier culturel de la communauté Sheedi. Quelques aperçus des rituels du Festival Sidi/Sheedi 2010 incluent la visite d'alligators sacrés à Mangho pir, jouant de la musique et de la danse. De toute évidence, l'instrument, les chants et la danse semblent provenir d'Afrique.
Dans le Sindh, les Sheedis se sont traditionnellement mariés uniquement avec des personnes telles que les Mallaahs (pêcheurs), Khaskheli (ouvriers), Khatri (communauté de teinture) et Kori (fabricants de vêtements). Aujourd'hui, la plupart des Sheedis ont un héritage mixte et se trouvent dans le Sind où la langue principale est le sindhi.
Les Sheedis célèbres incluent le chef historique de l'armée sindhi Hoshu Sheedi  et le poète ourdou Noon Meem danois. Les Sheedis sont également bien connus pour leur excellence dans le sport, notamment dans le football et la boxe. Qasim Umer est un joueur de cricket qui a joué pour le Pakistan dans les années 80. L'hymne musical du Parti du peuple pakistanais au pouvoir, "Bija Teer", est une chanson baloutche dans le style musical des Sheedis avec un rythme et des tambours de style africain. Younis Jani est un chanteur Sheedi populaire célèbre pour avoir chanté une version ourdou de la chanson reggaeton " Papi chulo... (te traigo el mmmm.. . ) ." 

### Sind
Les sheedis sont largement peuplés dans différentes villes et villages du bas Sind. Ils sont très actifs dans les activités culturelles et organisent des festivals annuels, comme le festival Habash, avec le soutien de plusieurs organisations communautaires. Dans la culture locale, lorsqu'il y a une danse, elle n'est pas exécutée par quelques élus et regardée sans rien faire par d'autres, mais elle est pratiquée par toutes les personnes présentes, mettant fin à la différence entre les interprètes et le public.
Sheedis dans le Sind s'appellent aussi fièrement les Qambranis, en révérence à Qambar, l'esclave libéré d'Ali, le quatrième Rashid Calife, Tanzeela Qambrani est devenue la première femme Sheedi à être élue membre de l'Assemblée provinciale du Sind lors des élections législatives pakistanaises de 2018,.

### Bengale

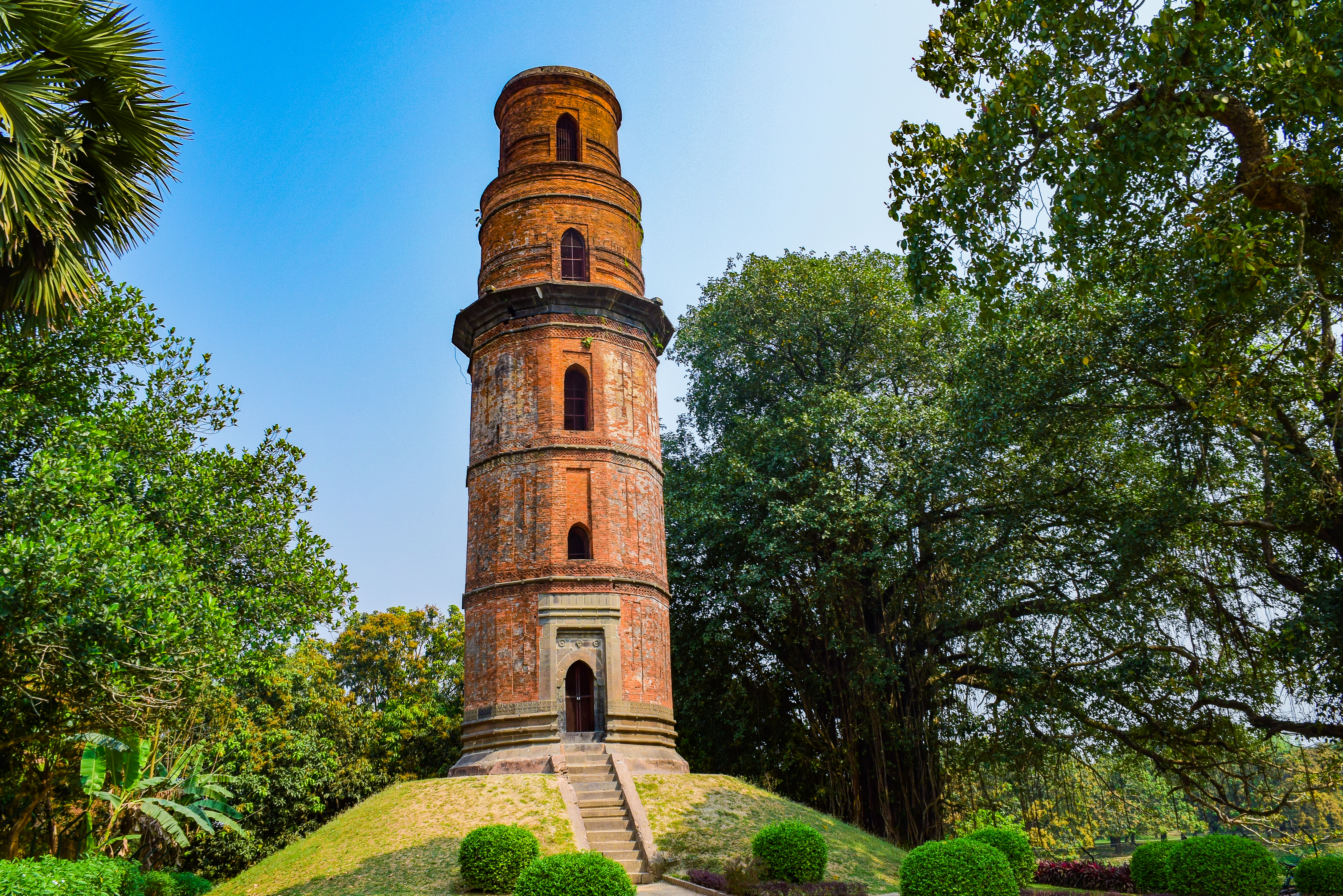
Le Firoz Minar au Bengale, du nom du sultan Habshi Saifuddin Firuz Shah.

Bien qu'il n'y ait aucune trace d'une communauté Siddi au Bengale aujourd'hui, la population était connue pour avoir habité le pays historiquement où elle était appelée Habshi par les Bengalis. En tant qu'eunuques, ils ont obtenu des positions influentes sous le sultanat du Bengale, principalement en tant que paiks et gardes du palais sous le règne du sultan Jalaluddin Fateh Shah. Ce sultan a ensuite été assassiné lors d'un coup d'État mené par le commandant Habshi des gardes du palais, qui a pris le contrôle du Bengale sous le nom de Shahzada Barbak et a commencé une occupation Habshi de sept ans au Bengale. Barbak n'a gouverné que quelques mois, étant remplacé par un autre Habshi, Malik Andil, qui était le commandant de l'armée de l' ancienne dynastie . Andil prit le nom de Saifuddin Firuz Shah et devint le plus important sultan Habshi du Bengale, en patronnant l'architecture et la calligraphie. On dit que Sidi Badr avait plus de 5000 Habshis dans son armée. En 1494, son wazir (ministre en chef) Sayyid Husain a mené une rébellion dans laquelle Sidi Badr a été tué. Il a ensuite retiré tous les Habshis des postes administratifs, mettant fin au règne des Habshi au Bengale. De nombreux Habshis ont finalement migré vers le Gujarat et le Deccan.
On peut voir que la communauté Habshi a prospéré jusqu'à la période coloniale. À Chittagong, un esclave Habshi connu sous le nom de Zamor a été capturé par des marchands d'esclaves britanniques en 1773, qui l'ont fait passer en France via Madagascar et l'ont vendu au roi Louis XV de France. Mansur Ali Khan, le dernier Nawab du Bengale, a épousé une ancienne esclave Habshi, Mehr Lekha Begum Sahiba (Guiti Afroz Mahal, Hasina Khanum). Ils eurent plusieurs enfants dont Hassan Ali Mirza (premier Nawab de Murshidabad ) et Wahid Ali Mirza. Elle mourut à Murshidabad le 30 mai 1855 et fut enterrée au cimetière de Jafarganj.

## Culture
La culture des Siddi est révélatrice à la fois de la durée de leur séjour en Inde et de leurs origines est-africaines. La robe nationale pour les Siddis est le sari, le kameez et leurs propres vêtements traditionnels africains pour les femmes, pour les hommes ils portent le kameez et leurs vêtements uniques. S'ils se sont assimilés à bien des égards à la culture dominante, ils ont aussi conservé certaines pratiques ancestrales notamment en matière de musique et de danse. Comme d'autres groupes ethniques séparés par la géographie, il existe à la fois des différences et des similitudes dans les pratiques culturelles des Siddi.
Généralement, les Siddi associent et épousent principalement des membres de leurs propres communautés. Il est rare que les Siddi se marient en dehors de leurs communautés bien qu'au Pakistan, un nombre croissant de Sheedi se marient en dehors de leur groupe afin de diluer leur lignée africaine et de réduire la discrimination et les préjugés raciaux.
Les communautés Siddi, bien que classées comme tribu par le gouvernement indien, vivent principalement dans des communautés agricoles où les hommes sont responsables de l'agriculture et les femmes sont responsables de la maison et des enfants. En dehors de leurs communautés, les hommes ont également tendance à être employés comme ouvriers agricoles, chauffeurs, ouvriers et agents de sécurité.
Quand il s'agit de s'habiller, les femmes et les hommes s'habillent à la mode typiquement indienne. Les femmes Siddi portent les vêtements prédominants dans leur région, qui peuvent être des saris colorés accessoirisés avec des bindis. Les hommes portent ce qui convient généralement aux hommes de leur communauté .
Comme dans d'autres aspects de la vie, les Siddi ont adopté les pratiques alimentaires courantes de la société dominante. Un exemple de repas de base serait une grande portion de riz avec du dal et des cornichons .
L'athlétisme a été une partie importante de la communauté Siddi et a été un moyen d'élever les jeunes et un moyen d'échapper à la pauvreté et à la discrimination,,.

## Personnes notables

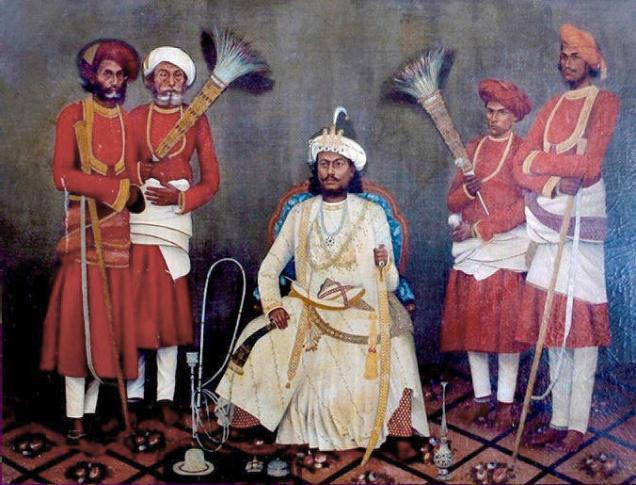
Nawab Ibrahim Mohammad Yakut Khan II de Sachin (1833-1873)

- Jamal-ud-Din Yaqut (mort en 1240), confident de Razia Sultana
- Yakut Khan (mort en 1733), amiral de la marine
- Hoshu Sheedi (1801-1843), commandant Siddi
- Hasan Ali Mirza, premier nabab de Murshidabad
- Muhammad Siddique Musafir (1879-1961, Tando Bago, Sind) Siddi poète et enseignant
- Noon Meem Danish (né en 1958), poète ourdou
- Abdul Rashid Qambrani (né en 1975), boxeur pakistanais
- Malik Ambar (1548-1626), régent du sultanat d'Ahmadnagar
- Tanzeela Qambrani (née en 1979 à Tando Bago, Sindh), femme politique pakistanaise, membre de l'Assemblée provinciale du Sindh
- Zamor (1762-1820), révolutionnaire français jacobin d'origine peut-être Siddi du Bengale[54]. Lui, en tant que garçon de 11 ans, a été emmené de Chittagong, Bengale Subah, Empire moghol (aujourd'hui Bangladesh )[style à revoir] par des marchands d'esclaves.
- Shantaram Siddi, membre du Conseil législatif du Karnataka.
- Girija Siddi, chanteuse classique hindoustani, au Karnataka.

## Films et livres
- D'Afrique. . . Vers le sous-continent indien : la musique de Sidi dans la diaspora de l'océan Indien (2003) d'Amy Catlin-Jairazbhoy, en étroite collaboration avec Nazir Ali Jairazbhoy et la communauté Sidi.
- Mon petit diable (My Little Devil) (1999) a été réalisé par Gopi Desai. Om Puri, Pooja Batra, Rushabh Patni, Satyajit Sharma.
- Razia Sultan (1983), un film indien en ourdou réalisé par Kamal Amrohi, est basé sur la vie de Razia Sultan (jouée par Hema Malini ) (1205-1240), la seule femme sultan de Delhi (1236-1240), et sa spéculation histoire d'amour avec l'esclave abyssin Jamal-ud-Din Yakut (joué par Dharmendra ). Il a été mentionné dans le film comme un habshee.
- Une certaine grâce: Les Sidi, Indiens d'ascendance africaine par Ketaki Sheth, Photolink, 2013[55].
- Façonner l'appartenance, définir la nation: la politique culturelle des Indiens d'Afrique en Asie du Sud (2007) par Pashington Obeng.
- À l'intérieur d'une tribu africaine perdue vivant encore en Inde aujourd'hui (2018) par Asha Stuart